# Kmetija išče lastnika
Kmetija išče lastnika je slovenski resničnostni šov. To je bila četrta sezona oddaje Kmetija, ki je ustvarjena po mednarodnem formatu švedske produkcijske skupine Strix. Oddajo je predvajal slovenski program POP TV. Program se je začel 2. oktobra 2011 in končal 11. decembra 2011. Vodila ga je Lili Žagar, ki jo javnost najbolje pozna kot voditeljico informativne oddaje Svet na Kanalu A. Ta sezona se je od prejšnjih razlikovala po veliko lastnostih. Kmetija ni bila locirana v Alpah, ampak na Pohorju na Štajerskem. Zmagovalec je za nagrado dobil kmetijo in 6.300 evrov, kar so prihranili cekinovod nalog.

## Oddaje
Kmetija je bila predvajana med 2. 10. 2011 in 11. 12. 2011 na POP TV. POP TV je predvajal 61 oddaj. Od torka do sobote je na sporedu ob 20h oddaja, ki predvaja dogajanje na kmetiji določenega dne (60/80 min). V nedeljo je na sporedu ob 20h oddaja v živo iz studia POP TV. V oddaji imajo tri stalne komentatorje, izseljenega stanovalca, njegovo družino ali prijatelje ter prijatelje ali družino najbolj kontroverznih tekmovalcev v določenem tednu.
Trije komentatorji so:
1. Lara Jankovič - igralka, šansonjerka
2. Angelca Likovič - zagovornica tradicionalnih družinskih vrednot
3. Jože Činč - radijski voditelj, zmagovalec Big Brotherja slavnih

## Tekmovalci
V prvi oddaji se predstavi 12 kandidatov, ki se že naslednji dan vselijo na kmetijo. V šestem tednu pa se jim pridružita še dva sotekmovalca.
| Kandidatat         | Starost | Mesto              | Status              | Stopnja Izobrazbe | Konec                                          | Opomba |
| ------------------ | ------- | ------------------ | ------------------- | ----------------- | ---------------------------------------------- | --- |
| Matej Drečnik      | 29      | Cerklje ob Krki    | Samski              | V                 | Zmagovalec                                     | Bil je izseljen z dvobojem v 4. tednu, vrnil se je v 8. tednu ko je Andrej zapustil kmetijo nenapovedano. |
| Vlasta Povšnar     | 45      | Šentjur            | Ločen               | V                 | 2. mesto                                       | |
| Simon Bukovnik     | 34      | Šenčur             | V parterskem odnosu | V                 | Izseljen z dvobojem v tednu 5                  | |
| Valerija Verhovnik | 36      | Ankaran            | V parterskem odnosu | VIII-I            | Izseljen z dvobojem v tednu 9                  | |
| Darko Mislovič     | 35      | Lovrenc na Pohorju | Ločen               | IV                | Finalist                                       | |
| Leonida Pahič Miša | 50      | Rečica ob Savinji  | Poročen             | ??                | Izseljen z dvobojem v tednu 7                  | |
| Damjan Ocvirk      | 35      | Šempeter           | Poročen             | V                 | Izseljen z dvobojem v tednu 6                  | |
| Tina Radej         | 32      | Sevnica            | Samski              | V                 | Izseljen z dvobojem v tednu 3                  | |
| Miha Kadunc        | 33      | Ljubljana          | Samski              | V                 | Izseljen z dvobojem v tednu 2                  | |
| Esada Rastoder     | 25      | Ljubljana          | Poročen             | VI                | Izseljen z dvobojem v tednu 8                  | |
| Avgust Grah Tone   | 55      | Kočevska Reka      | Poročen             | IV                | Izseljen z dvobojem v tednu 1                  | |
| Vesna Kranjc       | 28      | Štore              | Poročen             | IV                | Finalist                                       | |
| Andrej Milek       | 28      | Dobrunje           | Dating              | II                | Samostojno odšel v tednu 7                     | Vseli se v 6 tednu                                                                                        |
| Ivo Ivičič         | 22      | Črnomelj           | Samski              | VI                | Izseljen z glasovanjem sotekmovalcev v tednu 6 | Vseli se v 6 tednu                                                                                        |

## Po sezoni
Decembra leta 2012 sta se finalista oddaje Kmetija išče lastnika – Vlasta Povšnar in Matej Drečnik – poročila na uradu v Sevnici. Njuni priči sta bila sotekmovalca Esada Rastoder in Miha Kadunc.